# Гельга Лівицька
Гельґа Вайнцирль, у шлюбі Лівицька (англ. Helga Weinzierl) — українська громадська діячка, благодійниця, активістка українського жіночого руху. Дружина президента Української Народної Республіки в екзилі Миколи Лівицького. Підтримувала Український музей в Нью-Йорку на 203 Second Avenue. Брала участь в інавгурації Президента ДЦ УНР в екзилі Миколи Плав'юка.

## Сім'я
- Чоловік — Лівицький Микола Андрійович (1907—1989), Президент УНР в екзилі (1967—1989), політичний діяч і журналіст.